# Фонг, Деннис
Деннис Фонг (кит. трад. 方鏞欽, пиньинь Fong Yong Qin, палл. Фун Юнцинь, род. 11 марта 1977, Гонконг) — пионер киберспорта, ныне не выступающий. Фонга называли «Майклом Джорданом видеоигр», он вошёл в список «Лучших 20 новаторов моложе 35 лет» по версии журнала Red Herring, ESEA назвал его «самой значимой фигурой североамериканского киберспорта всех времён», также более известен как сооснователь Xfire и тем, что выиграл в турнире по Quake в 1997 году личный Ferrari 328 GTS Джона Кармака.
Фонг родился в Гонконге, переехал с семьёй в США в возрасте 11 лет.

## Киберспортивная деятельность
Пик карьеры Денниса пришёлся на 1997 год, главным киберспортивным турниром которого был Red Annihilation. Он легко прошёл по турнирной сетке и в финале победил в Quake Тома «Entropy» Кизми на карте e1m2 «Castle of Damned» со счётом 13 : −1. Невероятным призом для тех времён стала знаменитая Феррари Джона Кармака.
За свою карьеру Фонг проигрывал очень редко, 5 лет подряд побеждал в турнирах по нескольким играм (Doom, Doom 2, Quake, Quake 2, Quake 3 и Starcraft).

## Околоигровая деятельность
На деньги, выигранные за один год игровой карьеры (примерно 100 000 $), Деннис и его брат Лайл основали GX Media — компанию, владеющую Gamers.com, FiringSquad и Lithium Technologies. Деннис был генеральным директором, а его брат — главным техническим директором. Компания обладала штатом в 100 человек.

## Интересные факты
- Первоначально у Денниса был ник «Threshold of Pain» («Болевой Порог»), но так как в Doom ник не мог быть длиной более восьми символов, он был сокращён до Thresh (Трэш), что означает «молотить».
- Трэш был новатором в плане стратегии игры в Quake, во многом благодаря ему игроки начали обращать больше внимания на контроль предметов на карте.
- Трэш написал «Библию Quake» — одно из первых руководств по стратегии игры[6].
- В 90-х нередко играл на одних серверах по Quake с Илоном Маском[7][8].